# ازدنیک اشکرلاند
ازدنیک اشکرلاند (انگلیسی: Zdeněk Škrland; ۶ فوریهٔ ۱۹۱۴ – ۶ مارس ۱۹۹۶) قایقران کانو اهل چکسلواکی بود.